# Kenn Borek Air
Kenn Borek Air Ltd ist eine kanadische Fluggesellschaft, die einen Liniendienst in der kanadischen Arktis unterhält. Aufgrund ihres Rufs fliegt die Gesellschaft für die Vereinten Nationen und verschiedene Länder der Erde bei Katastrophen- und Rettungseinsätzen. Die Fluggesellschaft vermietet ihre Flugzeuge nach Kuba, Panama, Nepal oder in die Malediven. Ebenso werden Flüge für Forschungsgesellschaften in Arktis und Antarktis durchgeführt. Für das Alfred-Wegener-Institut betreibt sie seit 2007 bzw. 2011 vom früheren Verkehrslandeplatz Bremerhaven-Luneort bzw. seit 2016 vom Verkehrsflughafen Bremen aus die beiden Forschungsflugzeuge Polar 5 und Polar 6 vom Typ Basler BT-67.

## Geschichte
Der Gründer der Gesellschaft, Kenn Borek, wuchs in Stettler (Alberta), auf. Als Ölsucher die Arktis zu erforschen begannen, lernte er das Fliegen und beschaffte sich 1970 eine de Havilland Canada DHC-6 Twin Otter. Kenn Borek Air betreibt eine der größten Flotte an Twin Otters weltweit. Kenn Boreks Unternehmensgruppe umfasst schließlich neben der Fluggesellschaft auch eine Baufirma, einige Hotels und ein Landwirtschaftsunternehmen. Kenn Borek verstarb 2005.

### Rettungsaktionen
Als spektakulär galt eine Rettungsaktion im antarktischen Winter bei bis zu −67 °C im Jahre 2001. Die National Science Foundation (USA) beauftragte Borek, den schwer erkrankten Arzt Dr. Shemenski aus der Antarktis nach Chile auszufliegen. Es wurden zwei Twin Otters von Calgary nach Punta Arenas verlegt. Von dort flogen beide Maschinen zur Rothera Base an der antarktischen Küste. Eine Maschine blieb in Rothera Base, die andere flog die 2500 km zur Amundsen-Scott-Südpolstation, verbrachte dort die Nacht und flog am nächsten Tag zurück. Um die nötige Reichweite zu erlangen, wurde die Maschine mit einem Zusatztank ausgestattet. Zwei Jahre später wurde die Aktion in einem ähnlichen Fall wiederholt. Im Jahr 2016 wurde die Rettungsaktion wiederholt. Es folgten Rettungsflüge für Wissenschaftler in der Arktis.

## Flugziele
Kenn Borek Air besitzt Flugbasen in Inuvik in den Northwest Territories, in Cambridge Bay, Resolute Bay, Rankin Inlet und Iqaluit in Nunavut, in Sandspit in British Columbia sowie Edmonton und Calgary in Alberta. Ein regionales Streckennetz unterhält die Airline von Iqaluit zu kleinen Orten auf dem Festland und an der Küste der Northwest Territories.

## Flotte

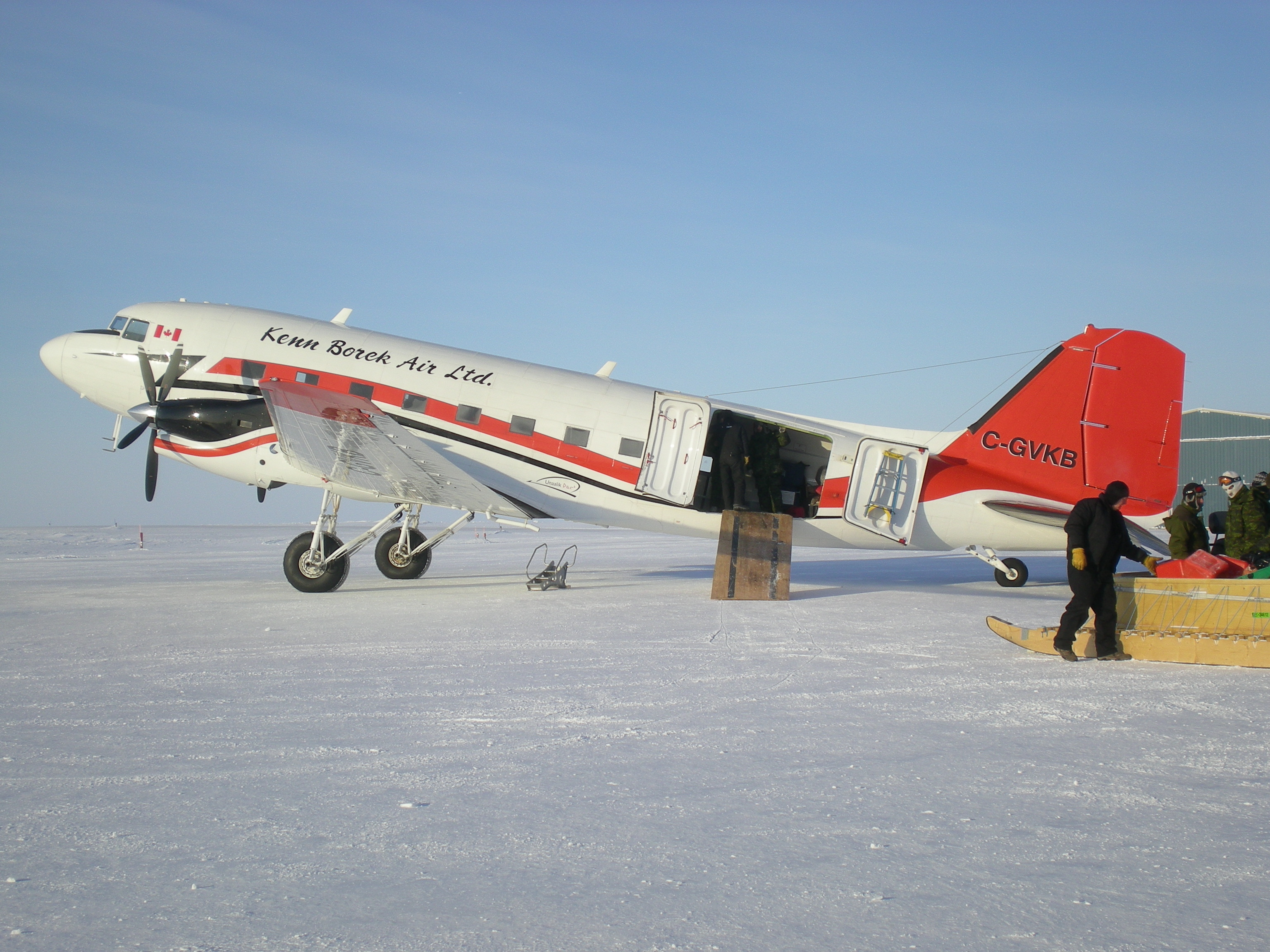
Eine Douglas DC-3 der Kenn Borek Air, Cambridge Bay 2011

### Aktuelle Flotte
Im kanadischen Luftfahrtregister sind für die Gesellschaft mit Stand März 2023 insgesamt 33 Flugzeuge eingetragen:

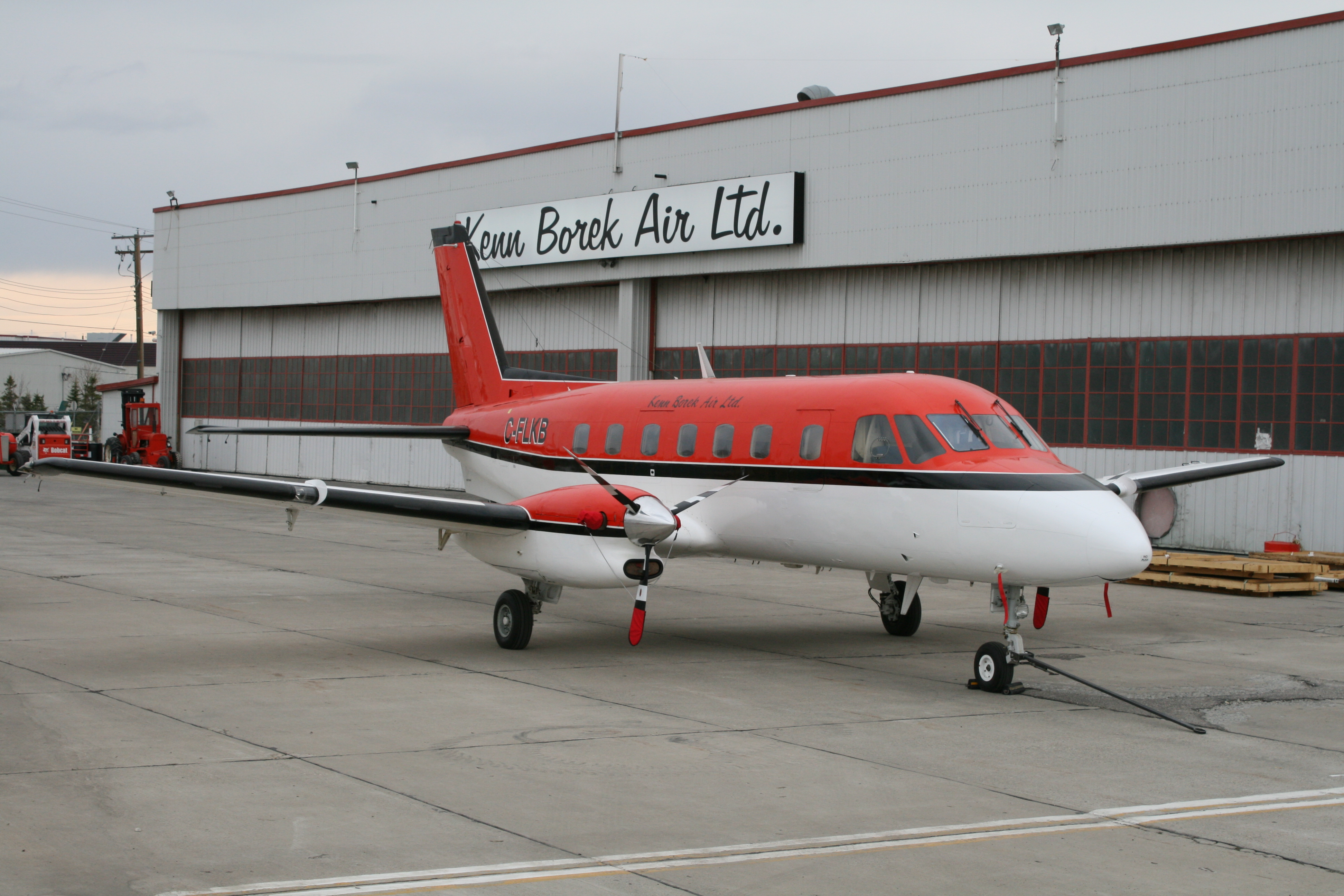
Eine Embraer EMB 110 der Kenn Borek Air, 2008

Auf der Webseite des Unternehmens werden Basler BT-67 (Turbo DC-3) erwähnt. Zwei Basler BT-67 werden dabei für das Alfred-Wegener-Institut betrieben.

### Ehemalige Flugzeugtypen
In der Vergangenheit betrieb Kenn Borek Air unter anderem auch folgende Flugzeugtypen:
- Beechcraft 99
- Embraer EMB 110 Bandeirante

## Zwischenfälle
- Am 21. Dezember 1977 stürzte eine de Havilland Canada DHC-6 Twin Otter 300 der Kenn Borek Air (Luftfahrzeugkennzeichen C-FABW) im Landeanflug auf den Flughafen von Nanisivik (Nordwest-Territorien) ab, nachdem die Besatzung die Kontrolle über die Maschine verloren hatte. Alle acht Insassen starben.[8]

- Am 10. November 1987 stürzte eine de Havilland Canada DHC-4A Caribou der Kenn Borek Air (C-GVYX) im Landeanflug auf den Flughafen von Ross River ab. Zuvor hatte das Flugzeug technische Probleme – unter anderem mit dem rechten Triebwerk und dem Fahrwerk. Die Piloten versuchten durchzustarten. Dabei verlor es allerdings an Höhe und kollidierte mit Bäumen, wodurch die rechte Tragfläche beschädigt wurde – die Maschine stürzte in der Folge ab. Von den vier Insassen kamen zwei ums Leben, beide Crewmitglieder. Auslöser für den Triebwerkschaden war der Einbau einer falschen Öldichtung durch Wartungspersonal.[9]

- Am 14. Juli 1988 kollidierte eine de Havilland Canada DHC-6 Twin Otter 300 der Kenn Borek Air (C-GKBM), die im Auftrag des United States Forest Service unterwegs war, mit Bäumen und stürzte ab. Beim Zusammenprall wurde die rechte Tragfläche beschädigt. Das Flugzeug befand sich auf dem Weg von Redmond nach John Day (Grant County; beides Vereinigte Staaten). Als vermutliche Absturzursache wurden medizinische Gründe des Kapitäns genannt. Der einzige Insasse kam ums Leben.[10]

- Am 24. November 1994 kollidierte eine de Havilland Canada DHC-6 Twin Otter 300 der Kenn Borek Air (C-GKBD) beim Start von der Rothera-Station (Antarktika) mit einem 30 Meter hohen Eisberg. Das Flugzeug brauchte zuvor 408 Meter, um abzuheben, und erreichte zunächst eine Höhe von 100 Fuß. Anschließend sank die Maschine wieder und kollidierte mit dem Eisberg. Das Flugzeug hatte ein Startgewicht von 18.500 Pfund, das Höchstabfluggewicht einer DHC-6 liegt allerdings nur bei 12.500 Pfund. Alle vier Insassen starben.[11]

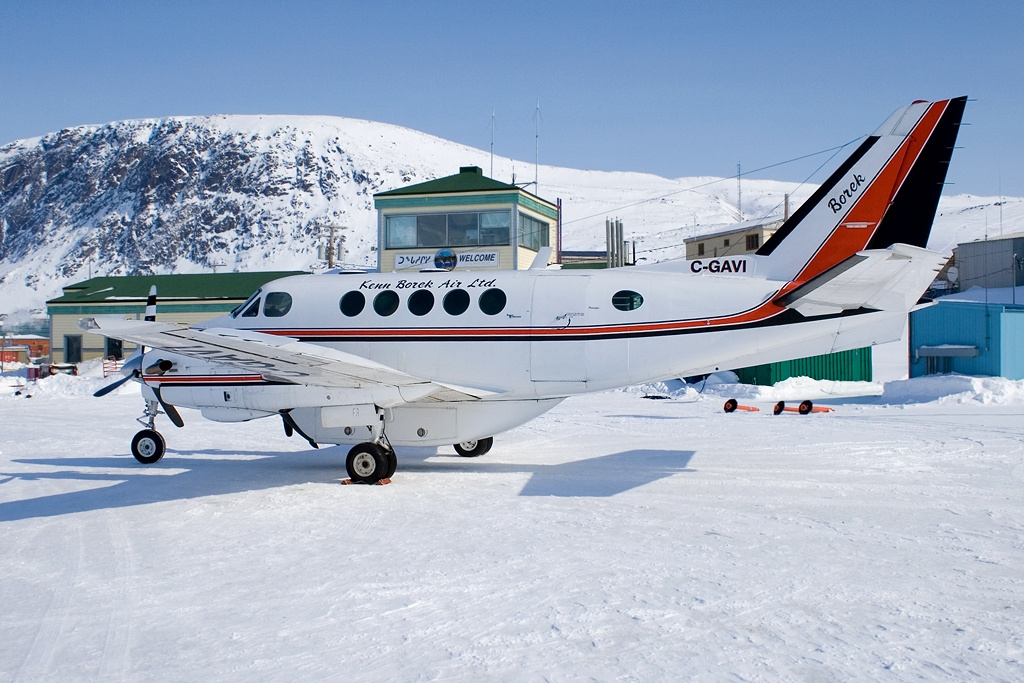
Eine Beechcraft King Air A100, baugleich mit der 2010 verunglückten

- Am 25. Oktober 2010 schlug eine Beechcraft 100 King Air der Kenn Borek Air (C-FAFD) beim Landeanflug auf den Flughafen von Kirby Lake (Alberta) 174 Fuß vor der Landeschwelle auf. Das Flugzeug sprang noch einmal auf und kam anschließend am Rand der Landebahn zum Stillstand. Von den zehn Insassen kam einer ums Leben, ein Crewmitglied.[12]

- Am 23. Januar 2013 wurde eine de Havilland Canada DHC-6 Twin Otter 300 der Kenn Borek Air (C-GKBC) in einen 3960 Meter hohen Berghang der Königin-Alexandra-Kette geflogen. Die Maschine war auf dem Weg von der Amundsen-Scott-Südpolstation zur Terra Nova Bay (Antarktis). Durch diesen CFIT (Controlled flight into terrain) wurden alle 3 Menschen an Bord getötet.[13][14]